# Susanne Ptak

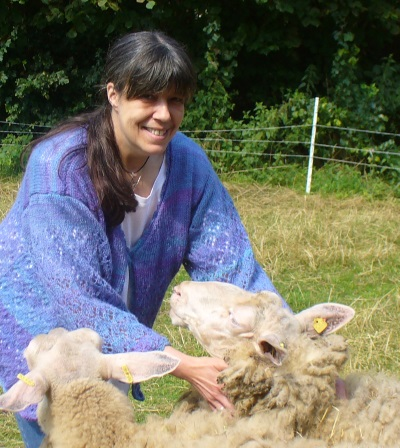
Susanne Ptak

Susanne Ptak (* 1964 in Düsseldorf) ist eine deutsche Schriftstellerin.

## Werdegang
Zur Autorin wurde Susanne Ptak 1994, als sie ein Bastelgeschäft betrieb und parallel zum Betreiben des Geschäfts unter Pseudonym insgesamt 32 Bastelbücher veröffentlichte.
Seit 2003 lebt sie in Ostfriesland, wo sie 2010 die Schafskäserei Logaerfeld gründete. In ihrer Wahlheimat Ostfriesland spielen auch die Regionalkrimis.
Zu  Bekanntheit gelangte Susanne Ptak ab 2014 durch das Verfassen von Ostfrieslandkrimis. In der Krimireihe „Ostfriesische Spinngruppe ermittelt“ erschienen zwischen 2014 und 2021 sechzehn Bücher. Die Krimireihe „Dr. Josefine Brenner ermittelt“, in der eine Rechtsmedizinerin im Ruhestand als Ermittlerin tätig ist, umfasst fünfzehn Titel. 2016 begann eine weitere Krimireihe, „Lena Smidt ermittelt“, mit zwei Titeln. Die 2019 begonnene Krimireihe „Insa Warnders ermittelt“ umfasst bislang sechs Titel.
Die E-Book-Ausgabe des Ostfrieslandkrimis „Mord in Ditzum“ wurde auf der Frankfurter Buchmesse 2017 auf Platz 6 der E-Book-Charts (Erhebungszeitraum September 2017) in der Kategorie Belletristik geführt. Laut den Erhebungen von Media Control lag die E-Book-Ausgabe von „Mord in Ditzum“ in der Kalenderwoche 36 des Jahres 2017  auf Rang 3 in der Kategorie Belletristik.
Nebst den Ostfrieslandkrimis schreibt Susanne Ptak seit 2014 magische Geschichten. Diese wurden zunächst unter dem Pseudonym Ann-Sophie Holtland und später unter Nina Rabe veröffentlicht.

## Werke

### Reihe Kommissarin Insa Warnders
- Der Giftmord. Klarant Verlag, Bremen 2019, ISBN 978-3-96586-060-5.
- Tod eines Loverboys. Klarant Verlag, Bremen 2020, ISBN 978-3-96586-162-6.
- Der Mörder im Ostfriesennerz. Klarant Verlag, Bremen 2021, ISBN 978-3-96586-351-4.
- Rufmord. Klarant Verlag, Bremen 2021, ISBN 978-3-96586-464-1.
- Überdosis. Klarant Verlag, Bremen 2022, ISBN 978-3-96586-558-7.
- Blutjuwelen. Klarant Verlag, Bremen 2023, ISBN 978-3-96586-744-4.

### Reihe Rechtsmedizinerin Josefine Brenner
- Mord in Greetsiel. Klarant Verlag, Bremen 2015, ISBN 978-3-95573-272-1.
- Mord in Wiesmoor. Klarant Verlag, Bremen 2015, ISBN 978-3-95573-336-0.
- Mord in Leer. Klarant Verlag, Bremen 2016, ISBN 978-3-95573-449-7.
- Mord in Pilsum. Klarant Verlag, Bremen 2017, ISBN 978-3-95573-540-1.
- Mord in Ditzum. Klarant Verlag, Bremen 2017, ISBN 978-3-95573-662-0.
- Mord in Aurich. Klarant Verlag, Bremen 2017, ISBN 978-3-95573-710-8.
- Mord in Emden. Klarant Verlag, Bremen 2018, ISBN 978-3-95573-822-8.
- Mord in Weener. Klarant Verlag, Bremen 2018, ISBN 978-3-95573-904-1.
- Mord in Großefehn. Klarant Verlag, Bremen 2019, ISBN 978-3-96586-005-6.
- Mord in Oldersum. Klarant Verlag, Bremen 2020, ISBN 978-3-96586-112-1.
- Mord in Holtland. Klarant Verlag, Bremen 2020, ISBN 978-3-96586-215-9.
- Mord in Norden. Klarant Verlag, Bremen 2021, ISBN 978-3-96586-303-3.
- Mord auf Borkum (= Dr. Josefine Brenner ermittelt. Nr. 13). Klarant Verlag, Bremen 2021, ISBN 978-3-96586-415-3 (200 S.).
- Mord in Hesel (= Dr. Josefine Brenner ermittelt. Nr. 14). Klarant Verlag, Bremen 2022, ISBN 978-3-96586-520-4 (200 S.).
- Mord in Bensersiel (= Dr. Josefine Brenner ermittelt. Nr. 15). Klarant Verlag, Bremen 2022, ISBN 978-3-96586-654-6 (180 S.).

### Reihe Ostfriesische Spinngruppe
- Hexenmord. Klarant Verlag, Bremen 2014, ISBN 978-3-95573-096-3.
- Grünlandmord. Klarant Verlag, Bremen 2014, ISBN 978-3-95573-105-2.
- Wiekenmord. Klarant Verlag, Bremen 2014, ISBN 978-3-95573-122-9.
- Rosenmord.  Klarant Verlag, Bremen 2014, ISBN 978-3-95573-153-3.
- Hebammenmord.  Klarant Verlag, Bremen 2015, ISBN 978-3-95573-210-3.
- Feuermord. Klarant Verlag, Bremen 2015, ISBN 978-3-95573-251-6.
- Familienmord.  Klarant Verlag, Bremen 2015, ISBN 978-3-95573-301-8.
- Hochzeitsmord. Klarant Verlag, Bremen 2016, ISBN 978-3-95573-353-7.
- Jägermord. Klarant Verlag, Bremen 2016, ISBN 978-3-95573-400-8.
- Autorenmord. Klarant Verlag, Bremen 2016, ISBN 978-3-95573-510-4.
- Veganermord. Klarant Verlag, Bremen 2017, ISBN 978-3-95573-630-9.
- Vollmondmord. Klarant Verlag, Bremen 2018, ISBN 978-3-95573-767-2.
- Falknermord. Klarant Verlag, Bremen 2018, ISBN 978-3-95573-862-4.
- Musikermord. Klarant Verlag, Bremen 2019, ISBN 978-3-95573-945-4.
- Wolfsmord. Klarant Verlag, Bremen 2020, ISBN 978-3-96586-264-7.
- Stalkermord. Klarant Verlag, Bremen 2021, E-Book, ISBN 978-3-96586-482-5.

### Reihe Kommissarin Lena Smidt
- Tod im Moormerland. Klarant Verlag, Bremen 2016, ISBN 978-3-95573-392-6.
- Tod im Zirkus. Klarant Verlag, Bremen 2017, ISBN 978-3-95573-624-8.

### Reihe Die Notfallseelsorgerin
- Die Notfallseelsorgerin: Kalt erwischt. Books on Demand, Norderstedt 2024, ISBN 978-3-7597-6869-8.